# 自治同盟
| 星际旅行中主要的种族与势力              |
| --------------------------------------- |
| 星際聯邦 · 人类 · 瓦肯人 · 安多利人     |
| 貝塔索人 · 波利安人 · 德诺布拉人        |
| 罗慕伦人 · 克林贡人 ·巴库人 · 索利安人  |
| 葛恩人 · 佛瑞吉人 · 博格人 · 卡松人     |
| 卡达西人 · 贝久人 · 楚尔人 · 希罗吉恩人 |
| 自治同盟 · 布林人 · 新地人 · 8472种族   |

自治同盟（Dominion，又称“多明利安”）《星艦奇航記》虚构宇宙中的一個帝國

自治同盟（Dominion，又称“多明利安”）是《星艦奇航記》虚构宇宙中的一個帝國，主要出現在《銀河前哨》中。
自治同盟是一個處於银河系的第三象限的军事主义国家，由仇外的变形人（Changeling）控制有许多不同种族組成的成員。在24世纪后期，由於變形人母體計畫經由深太空九號太空站旁的蟲洞入侵阿法象限，將星際聯邦領域改造成適合自己的生存環境，自治同盟对星际联邦发动了自治同盟战争。雙方的衝突並成為影集銀河前哨的主線劇情。
在剧集《深空九号》中，深空九號的安全官欧多是一名变形人男性。